# Gunnar Nordström (arkitekt)

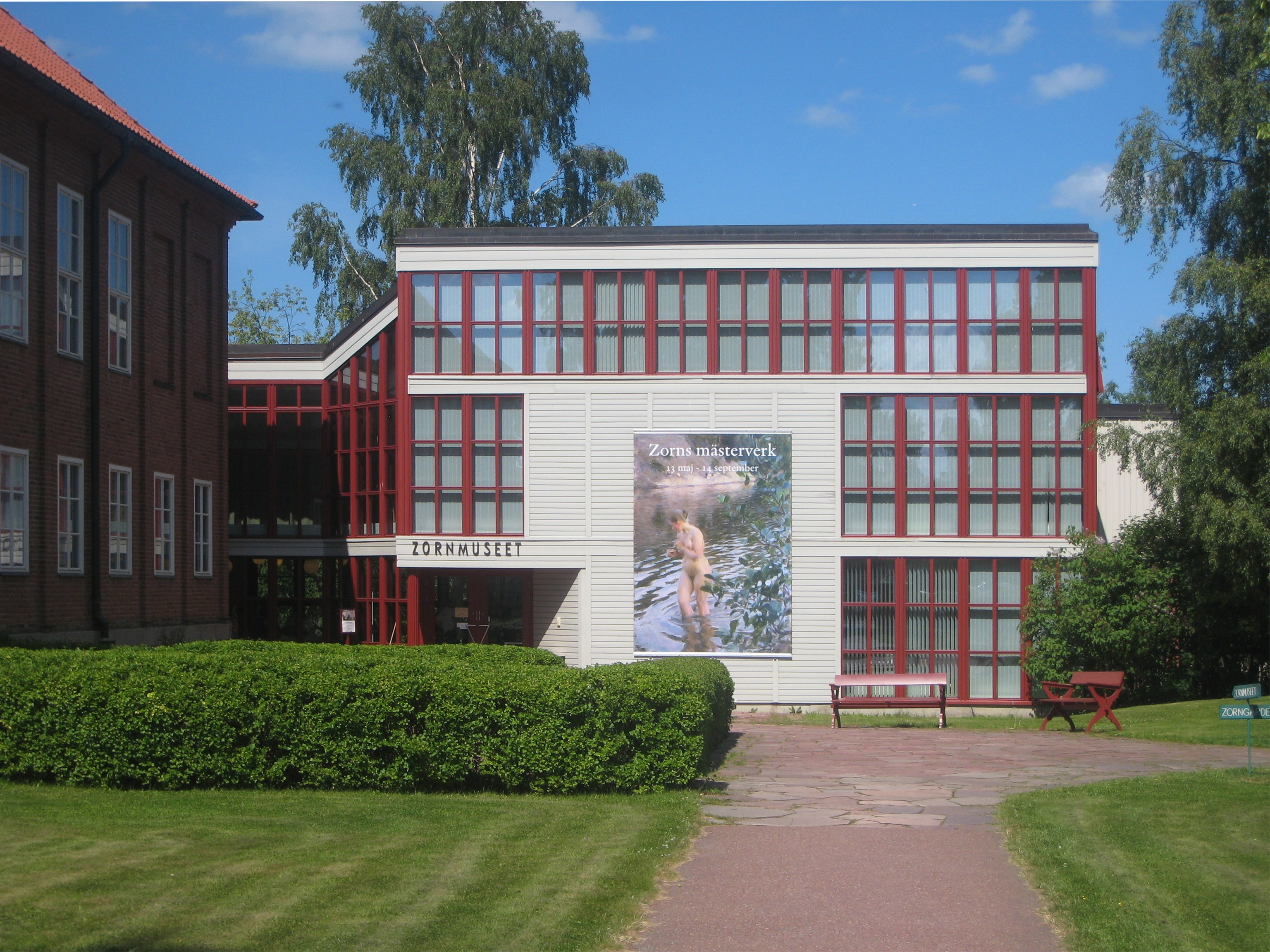
Tillbyggnad Zornmuseet ritat 1996

Gunnar Nordström, född 5 februari 1929 i Sävast, död 8 maj 2017 i Djursholm, var en svensk arkitekt.
Han var son till en byggmästare och studerade vid tekniskt gymnasium i Luleå. Därpå följde studier vid Kungliga tekniska högskolan till 1953 och vid Konstakademien.
Tillsammans med arkitekterna Bertil Falck, Carl Erik Fogelvik och Erik Smas bildade han 1958 Sveriges första arkitekturaktiebolag FFNS, och blev dess verkställande direktör. FFNS och ett antal av FFNS köpta bolag kom senare att utgöra grunden till Sweco.